# Федорак Іван Петрович
Іван Петрович Федорак (псевдо:«Крук»; нар. ?, с. Пнів'я-Білозорина, нині Надвірнянський район Івано-Франківська область — пом. 1945) — український військовик, вояк УПА, командир сотні «Гуцули».

## Життєпис
Народився в с. Пнів'я-Білозорина Надвірнянського повіту Станиславівського воєводства.
В 1942—1943 роках служив у німецькій воєнізованій охороні промислових об'єктів «Веркшуц». Восени 1944 року — чотовий сотні командира «Чайки» куреня «Сивуля» ТВ-22 «Чорний ліс».
У 1945 році — командир сотні «Гуцули» куреня «Бескид» ТВ-22 «Чорний ліс».